# Tersilochus petiolaris
Tersilochus petiolaris är en stekelart som beskrevs av Horstmann 1981. Tersilochus petiolaris ingår i släktet Tersilochus och familjen brokparasitsteklar. Inga underarter finns listade i Catalogue of Life.